# Морски заек
 Тази статия е за вида тюлен.  За коремоногото вижте Калифорнийска аплизия.  
Морският заек (Erignathus barbatus), също брадат тюлен или лахтак, е вид едър бозайник от семейство Същински тюлени (Phocidae).
Разпространен е в Северния ледовит океан и съседните части на Тихия и Атлантическия океан. Достига 2,1 до 2,7 метра дължина от муцуната до опашката и маса 200 до 430 килограма, като женските са по-едри. Храни се с дребни животни – миди, калмари и риба – които намира по морското дъно, обикновено на дълбочини до 300 метра.